# Faye Sewell
Pour les articles homonymes, voir Faye et Sewell.
Faye Sewell est une actrice britannique de cinéma et de théâtre.

## Biographie
En 2017, Faye Sewell tient l'un des deux rôles principaux, avec Jodie Hirst, du film lesbien Cat Skin de Daniel Grasskamp.

## Filmographie
- 2007 : Becoming Jane : la dame du récital
- 2010 : Sparrow : Cindy
- 2011 : Farm (court métrage) : Butterfly (voix)
- 2012 : Ill Manors : la fille du club
- 2012 : Bet Ya! (court métrage)
- 2012 : Extreme (court métrage télévisé) : Marysia
- 2013 : The Look of Love : Gloria
- 2013 : Culture Shock : Bonnie
- 2013 : Rush : la spectatrice V.I.P.
- 2013 : Hurdles (court métrage) : Ellie
- 2013 : Growing Pain (court métrage) : Lotti
- 2014 : Dark Energy (court métrage) : Una
- 2015 : Lewis James: Single Life Dream (court métrage) : la petite amie
- 2015 : The Voice (court métrage) : Fran
- 2015 : Avengers : L'Ère d'Ultron : la scientifique du Hub à Oslo
- 2015 : One for One (court métrage)
- 2016 : Self-Control (court métrage) : Becky
- 2016 : Parallel : Heather
- 2017 : Cat Skin : April
- 2017 : The Spawning : Karen
- 2017 : Wrong Direction (court métrage) : Stephanie
- 2017 : Rock Band Vs Vampires : Anna Winterford
- 2018 : Trolley (court métrage) : Jonathan's Girlfriend
- 2018 : Relationshit (mini-série) : June (8 épisodes)
- 2018 : Chasing Ghosts : sergent Emily Banks
- 2018 : Three Dots and a Dash : Nadia
- 2018 : Borderline : Charlie